# プリンストン駅 (イリノイ州)
プリンストン駅（英語：Princeton Station）は、イリノイ州プリンストン バイセンテニアル・ドライブ107にある駅。全米各地を結ぶ旅客鉄道のアムトラックが乗り入れている。

## 利用可能な鉄道路線／列車
アムトラックのプリンストン駅に発着する列車は下記の通り。
シカゴとエメリービル間の夜行長距離列車カリフォルニア・ゼファー号…1日1往復停車 ※(シカゴ方面の列車は下車客がいる場合のみ停車)
シカゴとロサンゼルス間の夜行長距離列車サウスウェスト・チーフ号…1日1往復停車
シカゴとクインシー間の昼行中距離列車イリノイ・ゼファー号…1日1往復停車
シカゴとクインシー間の昼行中距離列車カール・サンドバーグ号…1日1往復停車